# 羅斯福敦 (紐約州)
羅斯福敦（英語：Rooseveltown）是位於美國紐約州聖羅倫斯縣的非建制地區。

## 歷史
羅斯福敦的郵局自1933年營運至今。

## 地理
羅斯福敦所處的海拔為高於海平面63米（即207英呎），而該地所採用的時區為UTC-5，即北美东部时区（EST）。同時該地設有夏令時間，為UTC-5調快一小時，即UTC-4（EDT）。